# Gun Röring
Gun Margareta Röring (* 16. Juni 1930 in Umeå; † 17. März 2006 ebenda) war eine schwedische Turnerin und Olympiasiegerin.
Bei den Turn-Weltmeisterschaften 1950 hatte die schwedische Riege den Titel in der Mannschaftswertung gewonnen. Von den acht Weltmeisterinnen von 1950 gehörte nur Gunnel Ljungström 1952 nicht zum schwedischen Aufgebot für die Olympischen Spiele in Helsinki, für sie war Gun Röring dabei. Die schwedische Riege mit Evy Berggren, Vanja Blomberg, Karin Lindberg, Hjördis Nordin, Ann-Sofi Pettersson-Colling, Göta Pettersson, Gun Röring und Ingrid Sandahl belegte den vierten Platz hinter den Mannschaften aus der Sowjetunion, Ungarn und der Tschechoslowakei. In der Einzelwertung belegte Röring den 23. Platz, ihre beste Gerätewertung war Platz 20 am Boden. In der abschließend ausgetragenen Gruppengymnastik mit Handgeräten gewann die schwedische Mannschaft vor der Sowjetunion und Ungarn.